# 가브리엘레 자이페르트
가브리엘레 "가비" 자이페르트(독일어: Gabriele "Gaby" Seyfert, 1948년 11월 23일 ~ )는 독일의 전직 피겨 스케이팅 선수이다. 그녀는 세계 선수권 대회에서 2연패했고(1969, 1970), 1968년 올림픽에서 은메달을 획득했다.

## 선수 경력
자이페르트는 클럽 SC 카를마르크스슈타트에서 스케이트를 탔고 동독을 표현했다. 그녀의 코치는 유타 뮐러였다. 그녀는 페기 플레밍의 오랜 라이벌이었지만, 패배하지 않았다. 1966년에 유럽 선수권 대회와 세계 선수권 대회에서 은메달을 획득한후, 그녀는 "올해의 GDR 여자 운동 선수"로 뽑혔다. 그녀는 트리플 루프를 착지한 최초의 여성 선수가 되었다. 자이페르트는 1972년에 선수생활을 마감했다. 그녀는 페기 플레밍과는 달리 프로로 전향하지 않았다.

## 개인 생활
자이페르트의 딸 셰일라는 1974년에 태어났다.

## 참조
- SR/Olympic Sports